# Resolució 1793 del Consell de Seguretat de les Nacions Unides
La Resolució 1793 del Consell de Seguretat de les Nacions Unides fou adoptada per unanimitat el 21 de desembre de 2007. Després de recordar totes les resolucions anteriors sobre la situació a Sierra Leone, en particular la 1734 (2006), el Consell va renovar el mandat de l'Oficina Integral de les Nacions Unides a Sierra Leone (UNIOSIL) fins al 30 de setembre de 2008, amb la finalitat d'acabar amb el mandat aleshores.

## Detalls
El Consell va demanar al Secretari General que presentés, abans del 31 de gener de 2008, una estratègia de finalització per a l'Oficina, que inclogués almenys una reducció del 20 per cent del personal abans del 31 de març de 2008; una missió continuada en el 80 per cent de la força actual fins al 30 de juny de 2008; i la terminació del mandat de la UNIOSIL abans del 30 de setembre de 2008.
Mitjançant els termes del text, el Consell expressa la seva intenció que, a l'expirar el seu mandat, l'UNIOSIL sigui substituïda per una oficina política integrada de les Nacions Unides per portar endavant el procés de construcció de pau, mobilitzar el suport internacional de donants, donar suport al treball de la Comissió i Fons de la construcció de la pau, promoure la reconciliació nacional i donar suport al procés de reforma constitucional. També demana al Secretari General que presenti propostes específiques a aquest efecte a l'abril de 2008.
El Consell també convidava a totes les parts de Sierra Leone a assegurar que les eleccions locals de 2008 siguin pacífiques, transparents, lliures i justes, i han demanat al govern que proporcioni el suport necessari per a les institucions electorals. Va encoratjar al govern a continuar el seu compromís amb la Comissió de Consolidació de la Pau, incloent-hi el seguiment periòdic dels progressos realitzats en l'aplicació del Marc de Cooperació per a la Consolidació de la Pau a Sierra Leone.
Actuant en virtut del Capítol VII de la Carta de les Nacions Unides, el Consell va decidir eximir de les mesures de prohibició del viatge imposades pel paràgraf 5 de la resolució 1132 (1997) per a qualsevol testimoni que fos obligat a assistir davant del Tribunal Especial per a Sierra Leone.